# Collegio uninominale Lombardia - 09 (2017)
Il collegio elettorale uninominale Lombardia - 09 è stato un collegio elettorale uninominale della Repubblica Italiana per l'elezione del Senato tra il 2017 ed il 2022.

## Territorio
Come previsto dalla legge elettorale italiana del 2017, il collegio era stato definito tramite decreto legislativo all'interno della circoscrizione Lombardia.
Era formato dal territorio di 178 comuni: Albaredo per San Marco, Albavilla, Albese con Cassano, Albosaggia, Alserio, Alta Valle Intelvi, Alzate Brianza, Andalo Valtellino, Anzano del Parco, Aprica, Ardenno, Argegno, Arosio, Asso, Barni, Bellagio, Bema, Bene Lario, Berbenno di Valtellina, Bianzone, Blessagno, Bormio, Brenna, Brienno, Buglio in Monte, Cabiate, Caglio, Caiolo, Campione d'Italia, Campodolcino, Cantù, Canzo, Capiago Intimiano, Carimate, Carlazzo, Carugo, Casasco d'Intelvi, Caslino d'Erba, Casnate con Bernate, Caspoggio, Castello dell'Acqua, Castelmarte, Castiglione d'Intelvi, Castione Andevenno, Cavargna, Cedrasco, Cerano d'Intelvi, Cercino, Cermenate, Chiavenna, Chiesa in Valmalenco, Chiuro, Cino, Civo, Claino con Osteno, Colonno, Colorina, Corrido, Cosio Valtellino, Cremia, Cucciago, Cusino, Dazio, Delebio, Dizzasco, Domaso, Dongo, Dosso del Liro, Dubino, Erba, Eupilio, Faedo Valtellino, Faggeto Lario, Figino Serenza, Forcola, Fusine, Garzeno, Gera Lario, Gerola Alta, Gordona, Grandola ed Uniti, Gravedona ed Uniti, Griante, Grosio, Grosotto, Inverigo, Laino, Lambrugo, Lanzada, Lasnigo, Lezzeno, Livigno, Livo, Longone al Segrino, Lovero, Lurago d'Erba, Madesimo, Magreglio, Mantello, Mariano Comense, Mazzo di Valtellina, Mello, Menaggio, Merone, Mese, Monguzzo, Montagna in Valtellina, Montemezzo, Montorfano, Morbegno, Musso, Nesso, Novate Mezzola, Novedrate, Orsenigo, Pedesina, Peglio, Pianello del Lario, Piantedo, Piateda, Pigra, Piuro, Plesio, Poggiridenti, Pognana Lario, Ponna, Ponte in Valtellina, Ponte Lambro, Porlezza, Postalesio, Prata Camportaccio, Proserpio, Pusiano, Rasura, Rezzago, Rogolo, Sala Comacina, Samolaco, San Bartolomeo Val Cavargna, San Fedele Intelvi, San Giacomo Filippo, San Nazzaro Val Cavargna, San Siro, Schignano, Senna Comasco, Sernio, Sondalo, Sondrio, Sorico, Sormano, Spriana, Stazzona, Talamona, Tartano, Tavernerio, Teglio, Tirano, Torre di Santa Maria, Tovo di Sant'Agata, Traona, Tremezzina, Tresivio, Trezzone, Val Masino, Val Rezzo, Valbrona, Valdidentro, Valdisotto, Valfurva, Valsolda, Veleso, Vercana, Verceia, Vertemate con Minoprio, Vervio, Villa di Chiavenna, Villa di Tirano, Zelbio.
Il collegio era parte del collegio plurinominale Lombardia - 03.

## Eletti
| Elezione | Elezione | Senatore       | Partito      |
| -------- | -------- | -------------- | ------------ |
|          | 2018     | Licia Ronzulli | Forza Italia |

## Dati elettorali

### XVIII legislatura
Come previsto dalla legge elettorale, 116 senatori erano eletti con sistema a maggioranza relativa in altrettanti collegi uninominali a turno unico.
| Candidati              | Candidati                | Voti    | %     | Liste                           | Voti    | %     |
| ---------------------- | ------------------------ | ------- | ----- | ------------------------------- | ------- | ----- |
|                        | Licia Ronzulli ✔️ Eletto | 145 222 | 56,80 | Lega                            | 91 520  | 35,80 |
| Forza Italia           | Licia Ronzulli ✔️ Eletto | 145 222 | 56,80 | 40 132                          | 15,70   |       |
| Fratelli d'Italia      | Licia Ronzulli ✔️ Eletto | 145 222 | 56,80 | 10 863                          | 4,25    |       |
| Noi con l'Italia - UDC | Licia Ronzulli ✔️ Eletto | 145 222 | 56,80 | 2 707                           | 1,06    |       |
|                        | Savina Marelli           | 50 523  | 19,76 | Partito Democratico             | 42 853  | 16,76 |
| +Europa                | Savina Marelli           | 50 523  | 19,76 | 5 997                           | 2,35    |       |
| Italia Europa Insieme  | Savina Marelli           | 50 523  | 19,76 | 906                             | 0,35    |       |
| Civica Popolare        | Savina Marelli           | 50 523  | 19,76 | 767                             | 0,30    |       |
|                        | Elena Alquati            | 46 543  | 18,20 | Movimento 5 Stelle              | 46 543  | 18,20 |
|                        | Simone Del Curto         | 5 474   | 2,14  | Liberi e Uguali                 | 5 474   | 2,14  |
|                        | Alessandro Testa         | 2 106   | 0,82  | Il Popolo della Famiglia        | 2 106   | 0,82  |
|                        | Franco Liva              | 2 072   | 0,81  | Italia agli Italiani            | 2 072   | 0,81  |
|                        | Maria Antonietta Bizzoco | 2 004   | 0,78  | CasaPound                       | 2 004   | 0,78  |
|                        | Monica Valore            | 1 209   | 0,47  | Potere al Popolo!               | 1 209   | 0,47  |
|                        | Luca Garbellini          | 518     | 0,20  | Per una Sinistra Rivoluzionaria | 518     | 0,20  |
| Totale                 | Totale                   | 255 671 | 100   |                                 | 255 671 | 100   |
|                        |                          |         |       |                                 |         |       |
| Voti non validi        | Voti non validi          | 9 132   | 3,45  |                                 |         |       |
| Votanti                | Votanti                  | 264 803 | 76,73 |                                 |         |       |
| Elettori               | Elettori                 | 345 103 |       |                                 |         |       |